# 納克法 (厄立特里亞)
納克法非洲東北部國家厄立特里亞的城鎮，位於該國北部，由北紅海區負責管轄，位於首都阿斯馬拉以北約180公里，該國貨幣厄立特里亞納克法取名自該鎮，人口約10,000。
16°40′N 38°28′E / 16.667°N 38.467°E